# Акарапідоз
Акарапідоз — інвазійне захворювання дорослих бджіл, маток і трутнів, яке уражає органи дихання, переважно передню пару грудних трахей. Збудник — мікроскопічний кліщ Acarapis woodi, який має сплющене, овальне тіло, чотири пари ніг, живиться гемолімфою. Кліщ малорухливий, самка довжиною 0,16—0,19 мм, шириною 0,06—0,08 мм, самці менші. Поза організмом бджоли кліщ жити не може.